# يو إف سي على إي إس بي إن: باربوزا ضد تشيكادزه
يو إف سي على إي إس بي إن: باربوزا ضد تشيكادزه (بالإنجليزية: UFC on ESPN: Barboza vs. Chikadze)‏ هو حدث لفنون القتال المختلطة نظمته يو إف سي، أُقيم في 28 أغسطس 2021، على يو إف سي أبيكس في إنتربرايز، نيفادا، وهي جزء من منطقة لاس فيغاس الحضرية، الولايات المتحدة.